# Hugh P. Harris

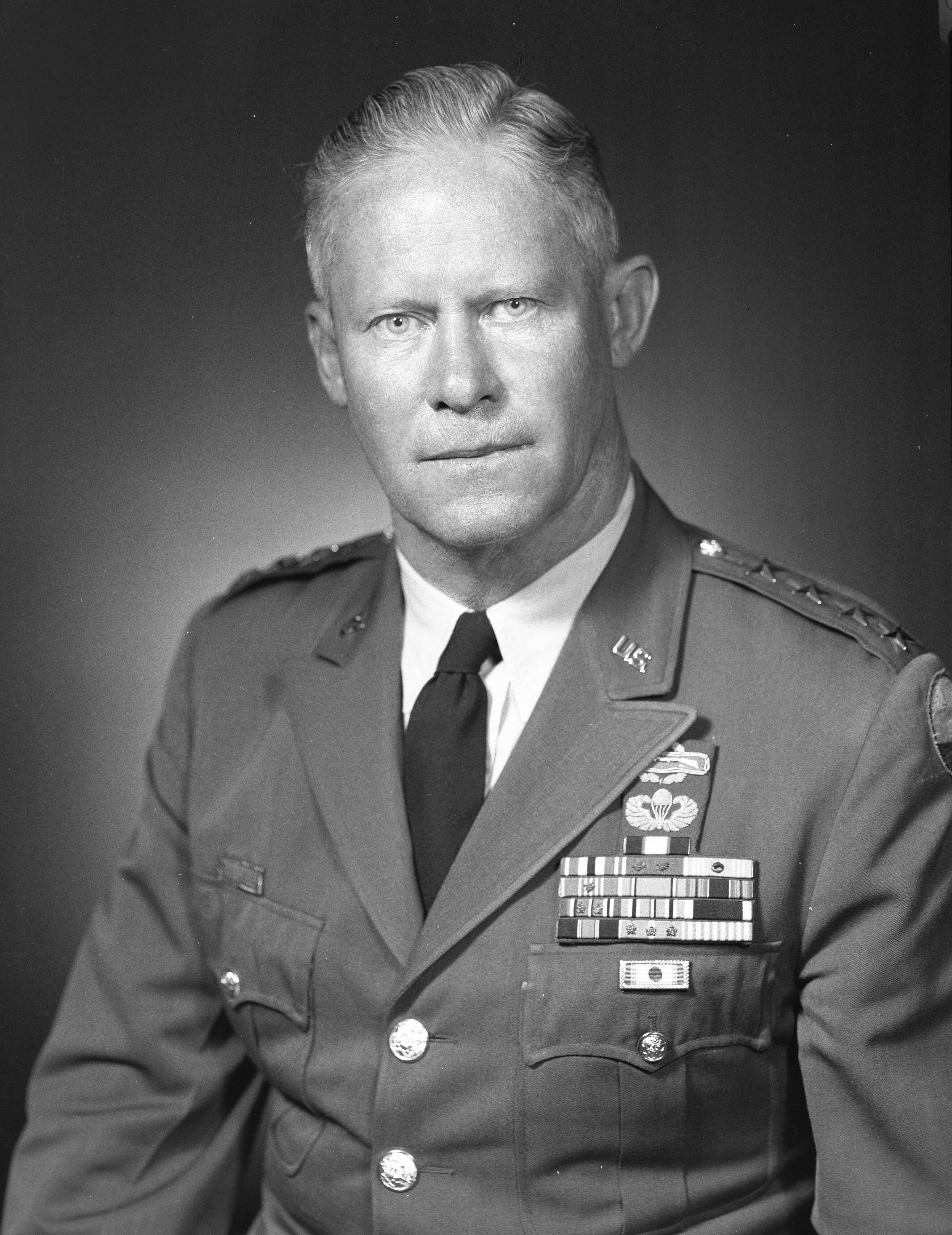
Hugh P. Harris (1964)

Hugh Pate Harris (* 15. Juni 1909 in Anderson, Lauderdale County, Alabama; † 3. November 1979 in Washington, D.C.) war ein Vier-Sterne-General der United States Army. Er kommandierte unter anderem das I. Korps.
Hugh Harris besuchte zunächst die Columbia Military Academy. In den Jahren 1927 bis 1931 durchlief er die United States Military Academy in West Point. Nach seiner Graduation wurde er als Leutnant der Infanterie zugeteilt. In der Armee durchlief er anschließend alle Offiziersränge vom Leutnant bis zum Vier-Sterne-General.
Im Lauf seiner militärischen Karriere absolvierte Harris verschiedene Kurse und Schulungen. Dazu gehörten unter anderem die Infantry School (1938), das Armed Forces Staff College (1946), das Command and General Staff College (1948) und das National War College (1950).
In seinen jüngeren Jahren absolvierte er den für Offiziere in den niederen Rangstufen üblichen Dienst in verschiedenen Einheiten und Standorten. Im weiteren Verlauf seiner Laufbahn kommandierte er Einheiten auf fast allen militärischen Ebenen. Zwischenzeitlich wurde er auch als Stabsoffizier eingesetzt. Harris war vor dem Zweiten Weltkrieg auch mit dem Aufbau und der Weiterentwicklung der Heeresfliegerei befasst. Zuvor diente er bei verschiedenen Infanterieeinheiten. Während des Krieges war er ab 1944 Stabschef der 13. Luftlandedivision. Obwohl diese Division in Europa eingesetzt war, nahm sie nicht aktiv am Kriegsgeschehen teil, sondern war mit Ausbildungsaufgaben hinter der Front befasst.
Hugh Harris behielt seinen Posten bei der 13. Luftlandedivision bis zu deren Auflösung im Jahr 1946. Im Jahr 1948 war er Verbindungsoffizier zum kanadischen Heeresgeneralstab (Canadian Army, Joint Chiefs Staff). Während des Koreakriegs war er in den Jahren 1951 bis 1952 Stabschef des XVIII. Luftlandekorps. Anschließend kommandierte er 1952 eine Einheit der 40th Infanteriedivision. Danach wurde er Stabsoffizier für Operationen (G3) bei der ebenfalls in Südkorea stationierten 8. Armee.
Danach wurde er in Deutschland stationiert. Nach einer kurzen Zeit im Stab der Berlin Brigade übernahm er im Oktober 1956 das Kommando über die ebenfalls in Deutschland stationierte 11. Luftlandedivision. Dieses Amt bekleidete er bis zum April 1958. In den Jahren 1958 bis 1960 war Harris Leiter der G3-Stabsabteilung (Operationen) beim United States Continental Army Command in Fort Monroe in Virginia. Danach übernahm er das Kommando über das United States Army Infantry Center in Fort Benning in Georgia.
Am 6. November 1962 übernahm der inzwischen zum Generalleutnant beförderte Harris das Kommando über das in Südkorea stationierte I. Corps. Er behielt seinen Kommandeursposten bis zum 2. Dezember 1963. Anschließend war er in den Jahren 1963 und 1964 Oberbefehlshaber der in Deutschland stationierten 7. Armee. Diese war damals noch nicht mit dem Großverband USAREUR verschmolzen. Daher taucht sein Name nicht in der Liste der USAREUR-Kommandeure auf. Nach diesem Kommando erhielt Hugh Harris den Oberbefehl über das Continental Army Command, eine Vorgängerorganisation des späteren United States Army Forces Command. Dieses Kommando behielt er bis zum Jahr 1965. Dann schied er aus dem aktiven Militärdienst aus.
Nach seiner Pensionierung leitete Hugh Harris zwischen 1965 und 1970 die Militärschule The Citadel in Charleston in South Carolina. Er starb am 3. November 1979 in der Bundeshauptstadt Washington und wurde auf dem amerikanischen Nationalfriedhof Arlington beigesetzt.

## Orden und Auszeichnungen
Hugh Harris erhielt im Lauf seiner militärischen Laufbahn unter anderem folgende Auszeichnungen:
- Army Distinguished Service Medal
- Silver Star
- Legion of Merit
- Army Commendation Medal
- American Defense Service Medal
- European-African-Middle Eastern Campaign Medal
- American Campaign Medal
- World War II Victory Medal
- Army of Occupation Medal
- National Defense Service Medal
- Korean Service Medal
- Korean Presidential Unit Citation
- United Nations Service Medal
- Korean War Service Medal
- Combat Infantryman Badge